# Gemma Bonner
Gemma Bonner (Leeds, 13 luglio 1991) è una calciatrice inglese, difensore del Liverpool e della nazionale inglese.

## Palmarès

### Club
- Campionato inglese: 2

Liverpool: 2013, 2014
- FA Women's League Cup: 1

Manchester City: 2018-2019
- FA Women's Premier League Cup: 1

Leeds Carnegie: 2009-2010
- FA Women's League Cup: 1

Manchester City: 2018-2019

### Nazionale
- Campionato d'Europa under 19: 1

2009
- SheBelieves Cup: 1

2019